# Ласаро-Карденас (Кинтана-Роо)
Ла́саро-Ка́рденас (исп. Lázaro Cárdenas) — муниципалитет в Мексике, штат Кинтана-Роо с административным центром в городе Кантунилькин. Численность населения, по данным переписи 2020 года, составила 29 171 человек.

## Общие сведения
Муниципалитет назван в честь президента Мексики — Ласаро Карденаса.
Площадь муниципалитета равна 3593,3 км², что составляет 8 % от площади штата, а наиболее высоко расположенное поселение Санта-Роса, находится на высоте 30 метров.
Он граничит с другими муниципалитетами штата Кинтана-Роо: на востоке с Исла-Мухересом, Бенито-Хуаресом и Пуэрто-Морелосом, на юге с Солидаридадом, на западе граничит с другим штатом Мексики — Юкатаном, а на севере омывается водами Мексиканского залива.

## Учреждение и состав
Муниципалитет был образован 12 января 1975 года, после создания штата Кинтана-Роо.
По данным 2020 года в его состав входит 104 населённых пункта, самые крупные из которых:
| Код INEGI                  | Населённый пункт                                                                         | Численность населения (2005 год) | Численность населения (2010 год) | Численность населения (2020 год) |
| -------------------------- | ---------------------------------------------------------------------------------------- | -------------------------------- | -------------------------------- | -------------------------------- |
| 007                        | Всего                                                                                    | 22434                            | 25333                            | 29171                            |
| 0001                       | Кантунилькин (исп. Kantunilkín) 21°06′05″ с. ш. 87°29′14″ з. д. (административный центр) | 6383                             | 7150                             | 8135                             |
| 0043                       | Игнасио-Сарагоса (исп. Ignacio Zaragoza) 20°52′55″ с. ш. 87°31′25″ з. д.                 | 2057                             | 2213                             | 2389                             |
| 0008                       | Чикила (исп. Chiquilá) 21°25′57″ с. ш. 87°20′09″ з. д.                                   | 1285                             | 1466                             | 2311                             |
| 0012                       | Ольбокс (исп. Holbox) 21°31′24″ с. ш. 87°22′43″ з. д.                                    | 1198                             | 1486                             | 1841                             |
| 0041                       | Нуэво-Вальядолид (исп. Nuevo Valladolid) 20°56′37″ с. ш. 87°19′32″ з. д.                 | 1149                             | 1294                             | 1533                             |
| 0023                       | Сан-Анхель (исп. San Ángel) 21°14′08″ с. ш. 87°25′53″ з. д.                              | 931                              | 1041                             | 1271                             |
| 0018                       | Нуэво-Шкан (исп. Nuevo Xcán) 20°52′12″ с. ш. 87°36′06″ з. д.                             | 955                              | 1130                             | 1088                             |
| 0039                       | Эль-Тинталь (исп. El Tintal) 20°53′35″ с. ш. 87°27′56″ з. д.                             | 833                              | 1074                             | 1015                             |
| 0038                       | Сольферино (исп. Solferino) 21°21′07″ с. ш. 87°25′45″ з. д.                              | 810                              | 799                              | 767                              |
| —                          | Прочие                                                                                   | 6833                             | 7680                             | 8821                             |
| Названия на карте Генштаба |                                                                                          |                                  |                                  |                                  |

## Экономическая деятельность
По статистическим данным 2000 года, работоспособное население занято по секторам экономики в следующих пропорциях:
- сельское хозяйство, животноводство и рыбная ловля — 45,5 %;
- промышленность и строительство — 14,4 %;
- торговля, сферы услуг и туризма — 34,2 %;
- безработные — 1,9 %.

## Инфраструктура
По статистическим данным 2020 года, инфраструктура развита следующим образом:
- электрификация: 96,5 %;
- водоснабжение: 44,4 %;
- водоотведение: 88,8 %.

## Фотографии

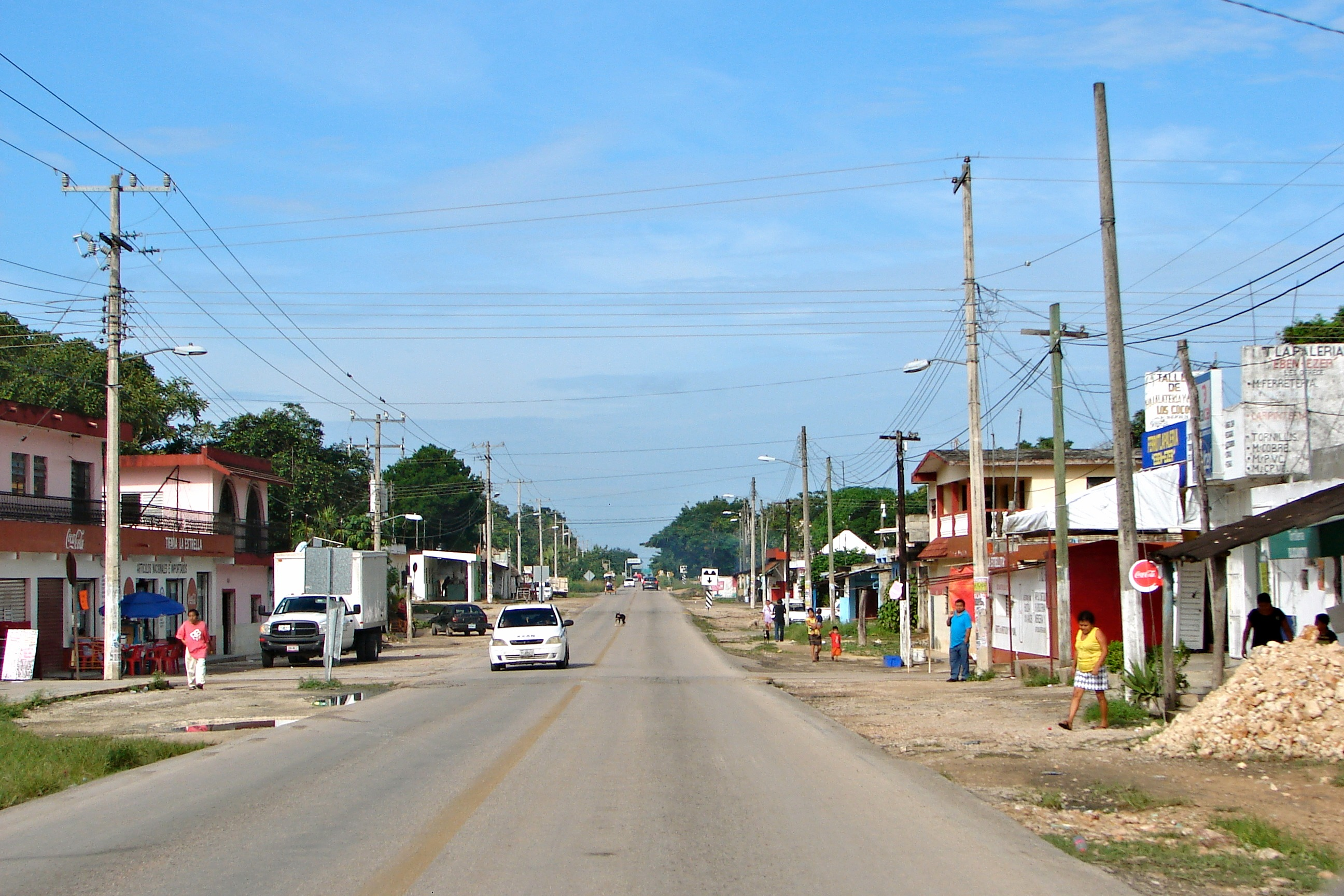
Игнасио-Сарагоса
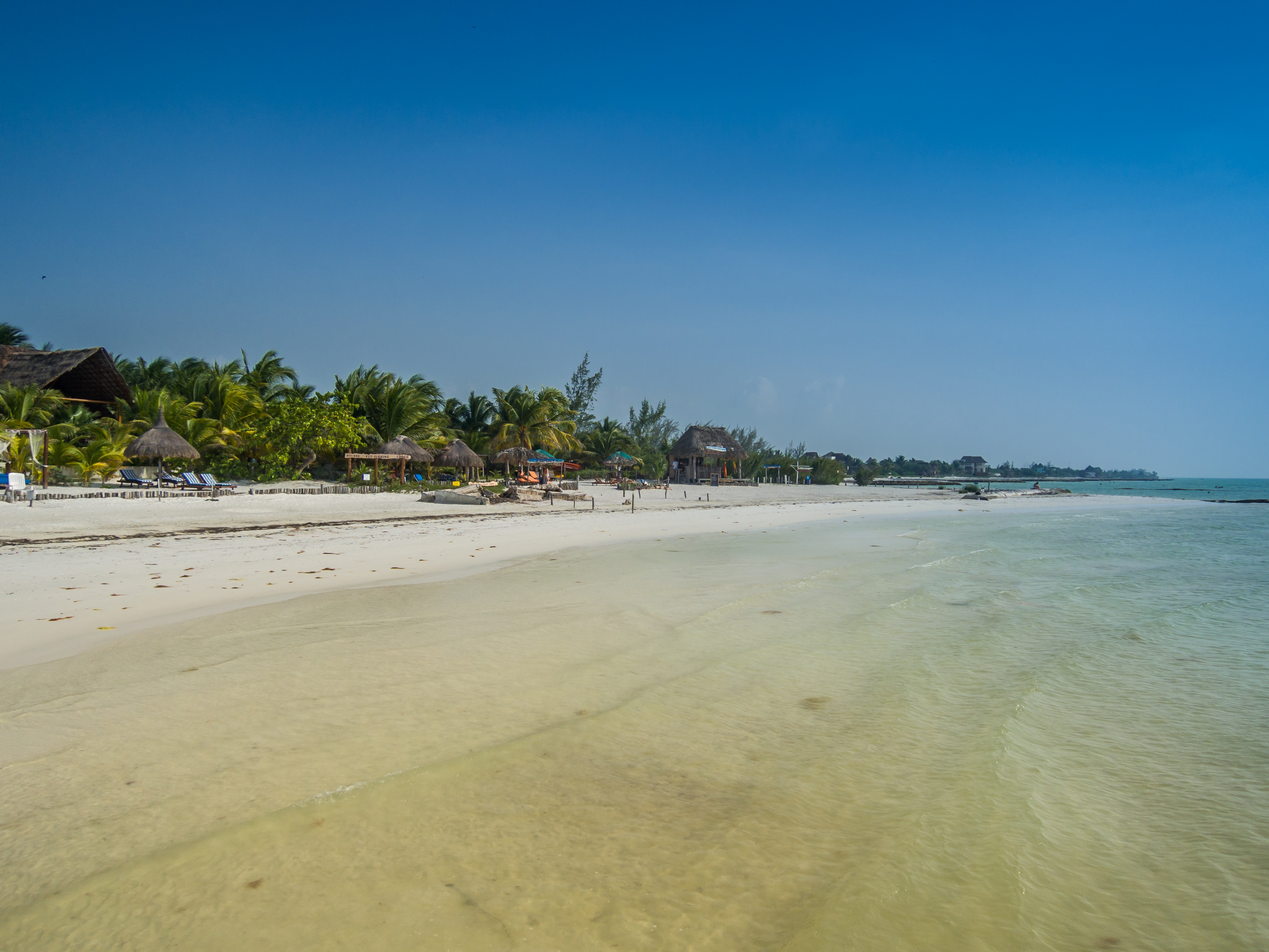
Пляжи Ольбокса
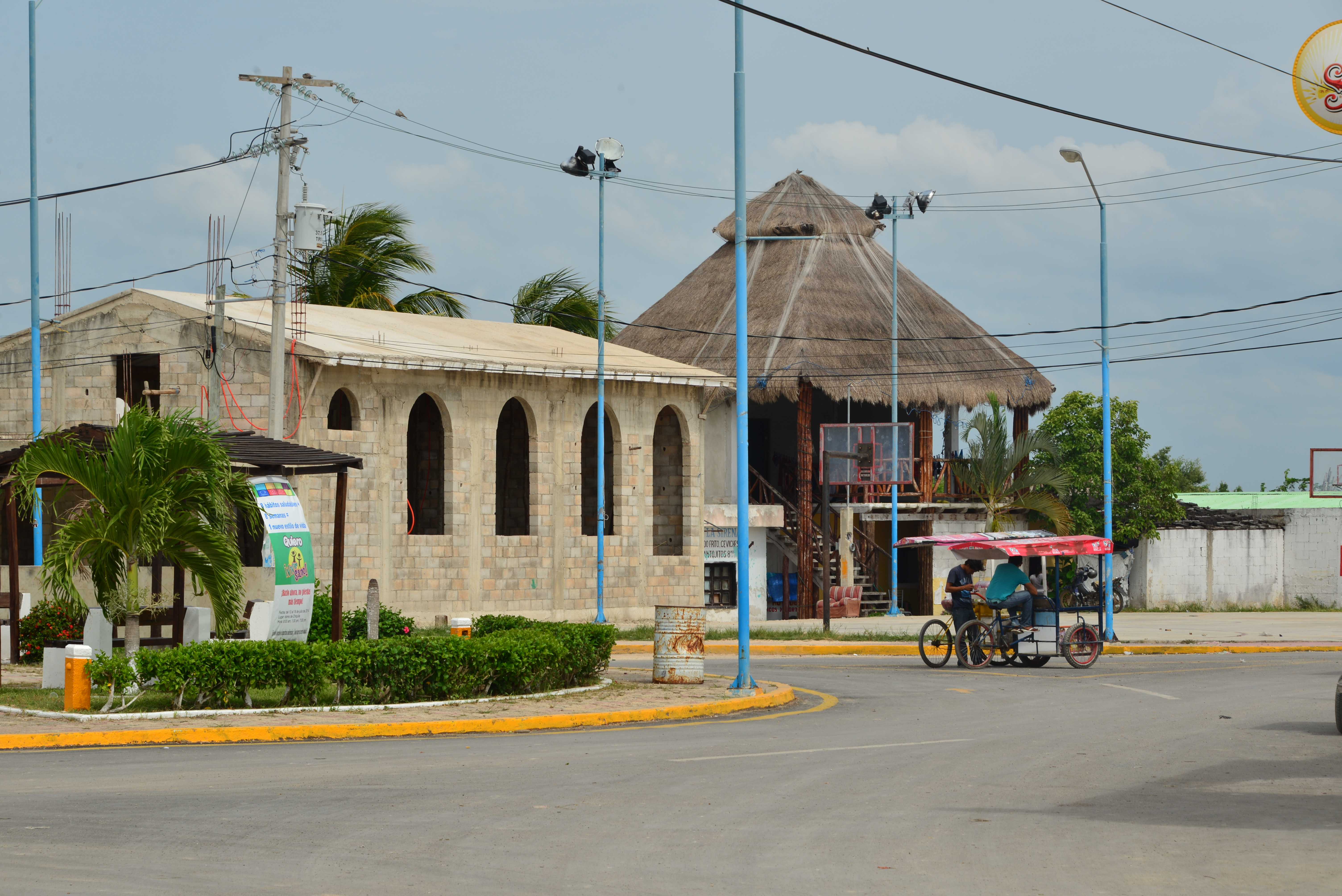
Улицы Чикилы
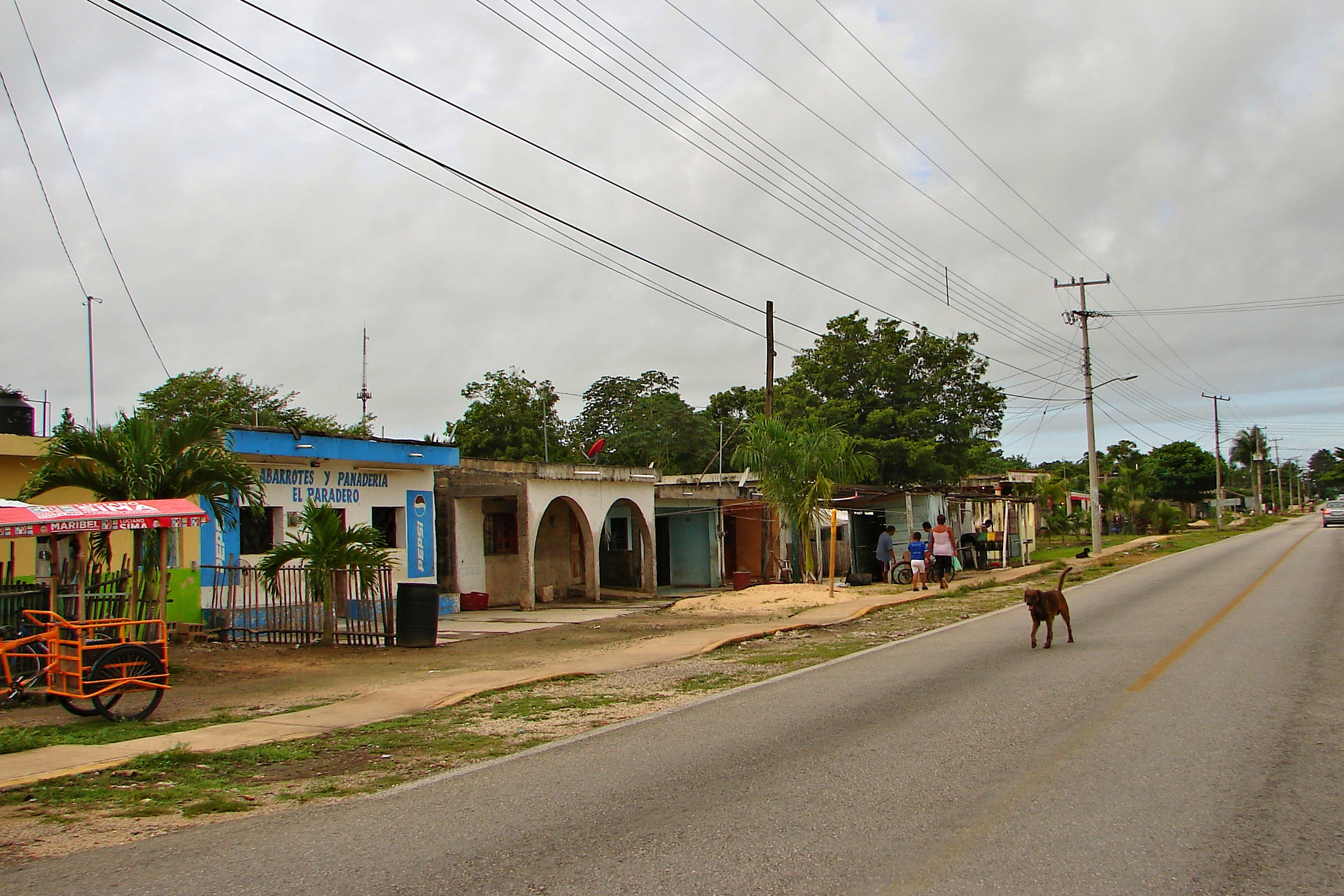
Нуэво-Вальядолид
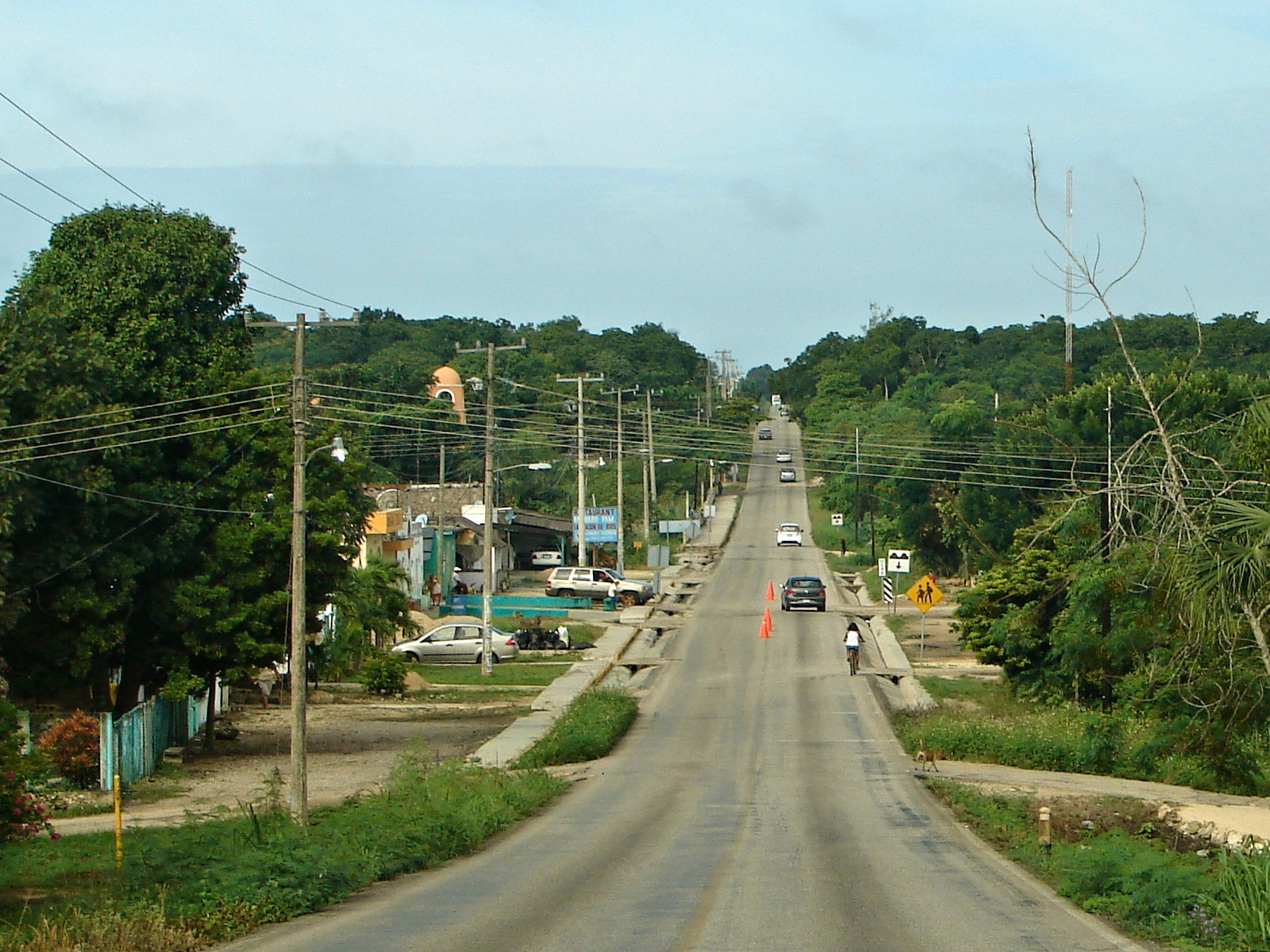
Эль-Тинталь